# Schleinitz (Nossen)
Schleinitz ist ein Ortsteil der Stadt Nossen im sächsischen Landkreis Meißen. Die Gemeinde Schleinitz mit ihren Ortsteilen schloss sich am 1. Januar 1993 mit der damaligen Gemeinde Leuben zur Gemeinde Leuben-Schleinitz zusammen, die am 1. Januar 2014 in die Stadt Nossen eingemeindet wurde.

## Geographie

### Geographische Lage und Verkehr
Schleinitz befindet sich im nordwestlichen Teil der ehemals selbstständigen Gemeinde Leuben-Schleinitz, welche heute wiederum den nördlichen Teil der Stadt Nossen ausmacht. Durch den Ort fließt der Schleinitzbach, welcher über das Dreißiger Wasser nördlich des Nachbarorts Leuben in den Ketzerbach mündet. Dessen Tal gehört bezüglich des Naturraums zur Lommatzscher Pflege. Zur Gemarkung Schleinitz gehört das Forstgebiet „Großholz“ westlich des Orts.
Schleinitz hatte im 19. und 20. Jahrhundert lediglich indirekt Bahnanschluss über den Ortsteil Perba (Haltepunkt Leuben-Schleinitz der Schmalspurbahn Wilsdruff–Döbeln-Gärtitz) und den Nachbarort Leuben (Bahnhof an der Bahnstrecke Riesa–Nossen).

### Nachbarorte
| Churschütz, Petzschwitz | Wauden                                      |        |
| Nelkanitz               | Kompassrose, die auf Nachbargemeinden zeigt | Leuben |
| Badersen, Lossen        | Pröda                                       | Perba  |

## Geschichte

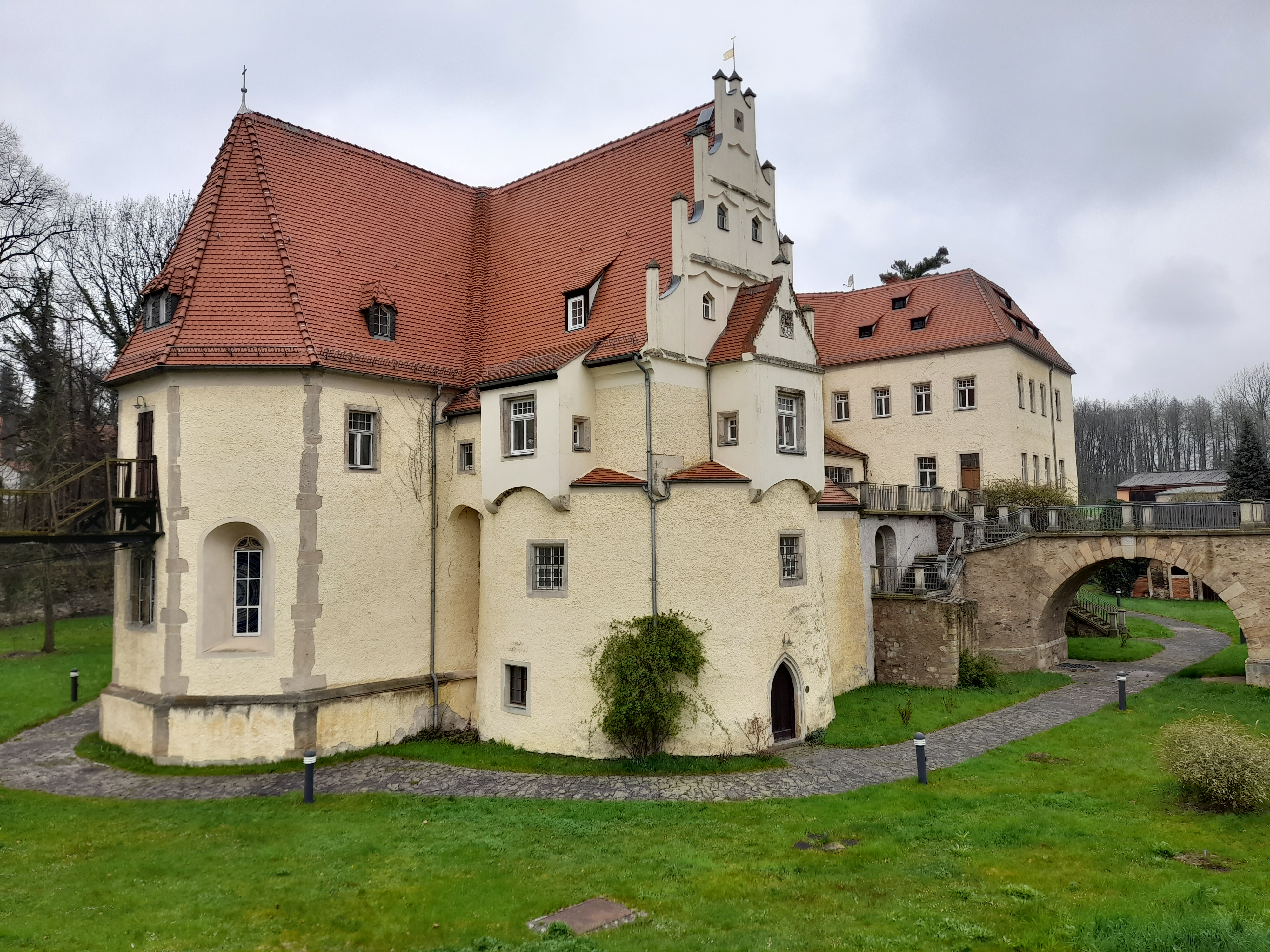
Schloss Schleinitz

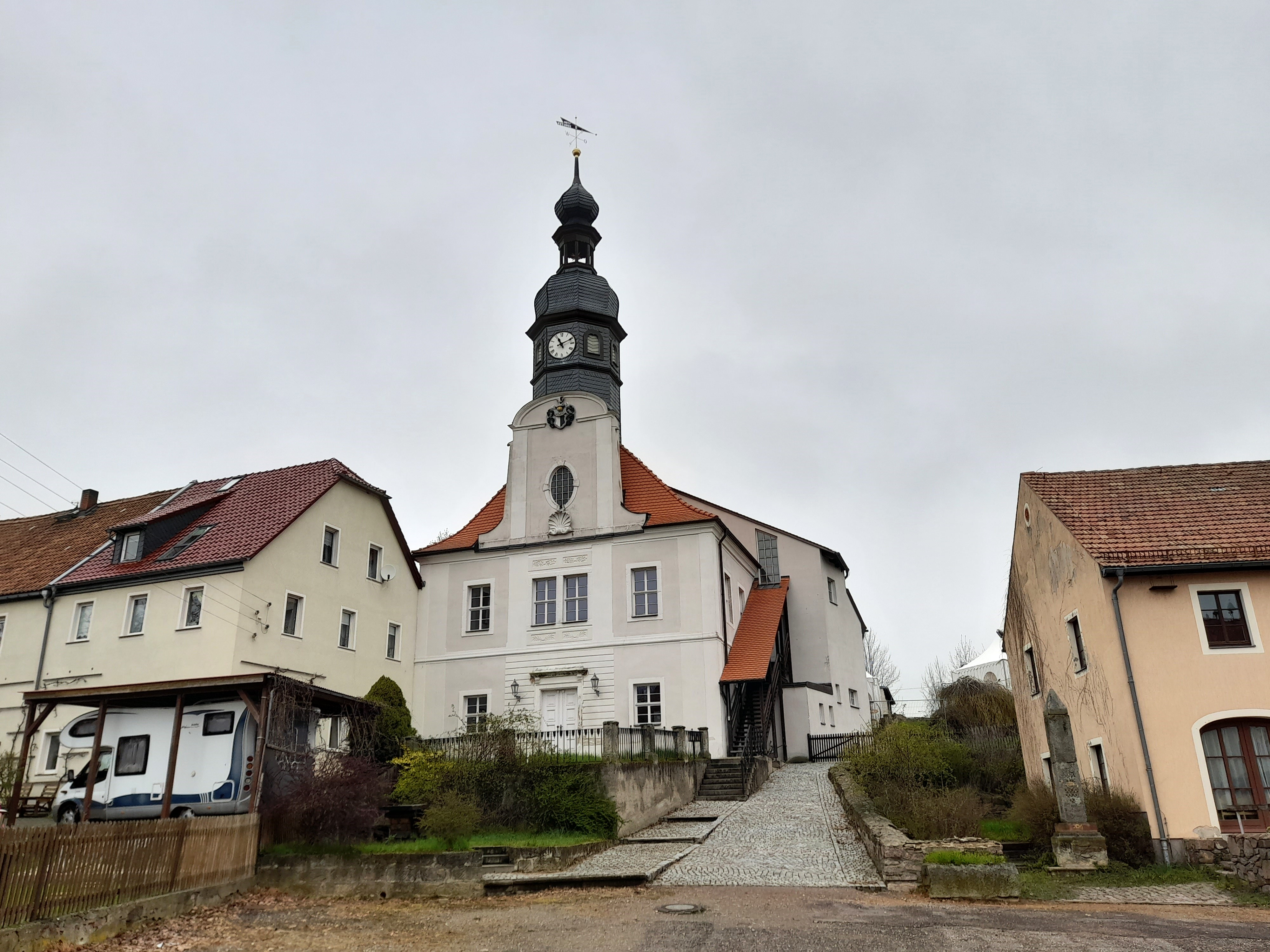
Rittergut Schleinitz, Gebäude Schleinitz 3 (Gerichtsgebäude)

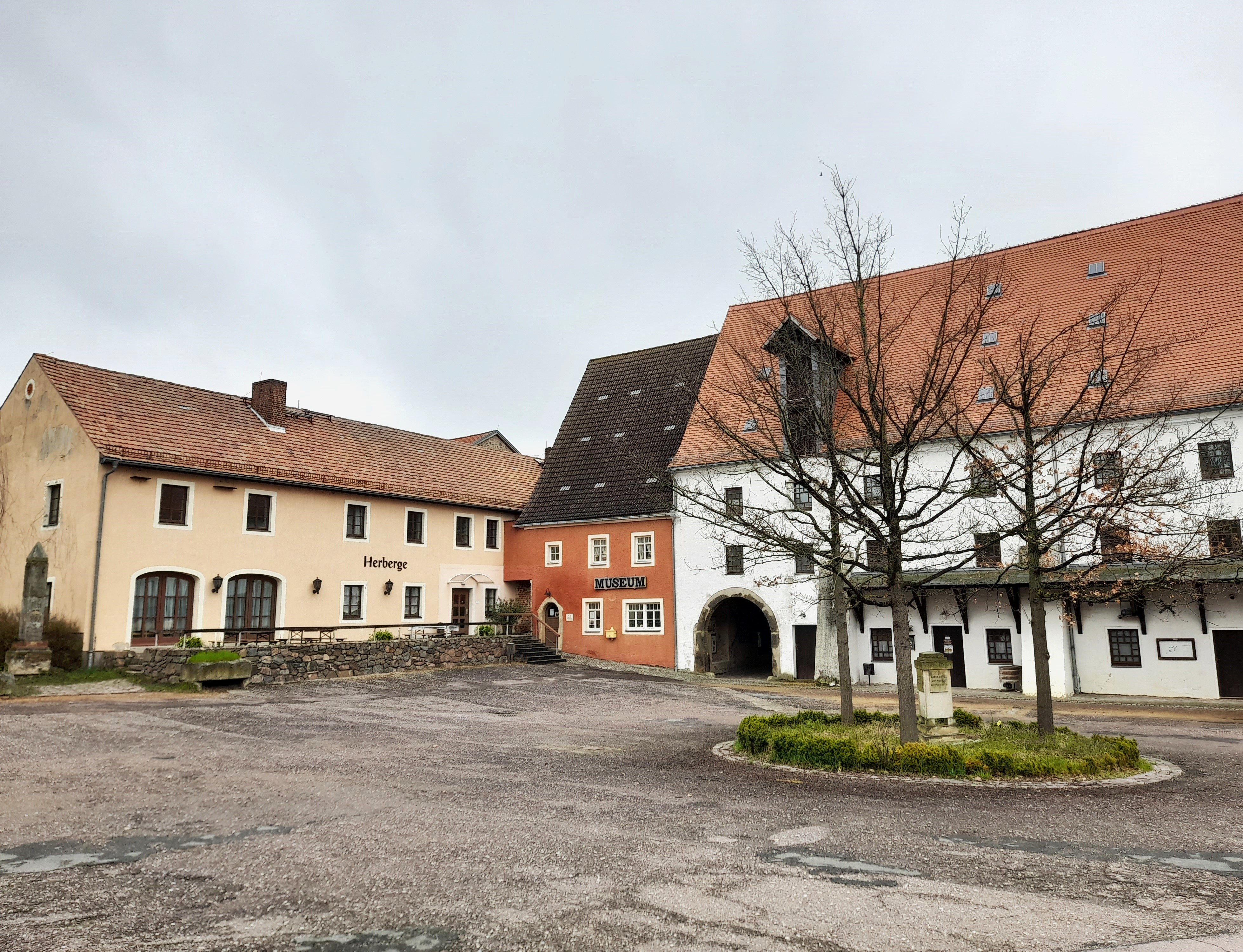
Rittergut Schleinitz, Gebäude Schleinitz 3a und 1

Im Jahr 1231 wurde erstmals ein Herrensitz in Schleinitz erwähnt, bei dem es sich um eine Wasserburg gehandelt haben soll. In diesem Jahr ist laut Historischem Ortsverzeichnis von Sachsen ein Goteboldus de Zlinitz urkundlich belegt.
Die Familie von Schleinitz, ein meißnisches Uradelsgeschlecht, besaß den Herrensitz Schleinitz nachweislich von 1255 bis 1594. Das Geschlecht erscheint urkundlich erstmals am 28. Januar 1255 mit Johannes de Zlinicz und die sichere Stammreihe beginnt um 1290 mit Hermann von Schleinitz. Unter der Familie von Schleinitz wurde Schleinitz 1443 als Rittersitz und 1551 als Rittergut urkundlich erwähnt. Sie veranlassten auch Ende des 15. und Anfang des 16. Jahrhunderts den Umbau der Wasserburg zum heutigen Schlossbau mit zwei Rundtürmen. Schloss Schleinitz, der Stammsitz der Familie von Schleinitz, blieb bis 1594 im Besitz der Familie, als Abraham von Schleinitz ihn an seine Tochter Maria und deren Ehemann Christoph von Loß (1574–1620) vererbte. Unter der Familie von Loß, welche das Schloss Schleinitz bis 1664 besaß, erfolgten in der zweiten Hälfte des 16. Jahrhunderts Um- und Ausbauten des Schlosses. Weitere Besitzer des Schlosses Schleinitz waren die Familien von Bose (1664–1773), von Zehmen (1773–1906) und von Friesen (1906–1945).
Der Ort Schleinitz unterstand bis in die Mitte des 19. Jahrhunderts der Grundherrschaft des Ritterguts Schleinitz. Kirchlich ist er seit jeher nach Leuben gepfarrt. Schleinitz gehörte bis 1856 zum kursächsischen bzw. königlich-sächsischen Erbamt bzw. Kreisamt Meißen. 1856 wurde der Ort dem Gerichtsamt Lommatzsch und 1875 der Amtshauptmannschaft Meißen angegliedert.
Schleinitz hatte im 19. und 20. Jahrhundert lediglich indirekt Bahnanschluss über die Nachbarorte. Der seit jeher zu Schleinitz gehörige Ortsteil Perba und der 1935 eingemeindete Ortsteil Lossen besaßen von 1911 bis 1970 Haltestellen an der Schmalspurbahn Wilsdruff–Döbeln-Gärtitz. Die Haltestelle in Perba trug die Bezeichnung Leuben-Schleinitz. Der Nachbarort Leuben besaß zwischen 1880 und 1998 einen Bahnhof an der Bahnstrecke Riesa–Nossen.
Am 1. November 1935 erfolgte die Eingemeindung von Lossen und Wauden nach Schleinitz. Der aus einem Mühlengut hervorgegangene Ortsteil Perba liegt in der Flur Schleinitz und gehörte dadurch seit jeher zum Ort. Nach dem Ende des Zweiten Weltkriegs im Jahr 1945 konnte die letzte adlige Besitzerin des Schlosses Schleinitz, die Witwe Marie-Josephe von Friesen mit ihrer Familie aufgrund einer Warnung vor der drohenden Deportation rechtzeitig fliehen. Das Schloss wurde durch die sowjetischen Besatzer geplündert und die im Schloss während des Krieges eingelagerten Dresdner Kulturgüter größtenteils zerstört. Nach der Enteignung im Zuge der Bodenreform in der Sowjetischen Besatzungszone ab 1945 wurden im Schloss Heimatvertriebene und Flüchtlinge untergebracht. Die Wirtschaftsgüter übernahm eine LPG. Die Gemeinde Pröda mit ihren am 1. November 1935 eingemeindeten Ortsteilen Badersen, Dobschütz und Praterschütz wurde am 1. Juli 1950 nach Schleinitz eingemeindet.
Infolge der der zweiten Kreisreform in der DDR im Jahr 1952 kam die Gemeinde Schleinitz mit ihren Ortsteilen zum Kreis Meißen im Bezirk Dresden, der ab 1990 als sächsischer Landkreis Meißen fortgeführt wurde und 2008 im Zuge der zweiten sächsischen Kreisgebietsreform zum territorial vergrößerten, neuen Landkreis Meißen kam. Mit der Wende und den dadurch folgenden politischen und wirtschaftlichen Veränderungen löste sich die LPG im Schloss Schleinitz im Jahr 1990 auf. Das sanierungsbedürftige Schloss übernahm der am 13. Februar 1992 gegründete Förderverein. 1998 wurde mit 50.000 DM Stammkapital eine Gaststätten GmbH für den Betrieb eines Drei-Sterne-Hotels mit 19 Hotelbetten und 60 Gastronomieplätzen gegründet. Die Schlosskapelle wurde für Trauungen genutzt und eine Hochzeitssuite eingerichtet. Betrieben wird das Schloss Schleinitz von der Fam. Langer/Heilsberg. Es steht auch für Seminare, Hochzeits- und Familienfeiern sowie sonstige Veranstaltungen zur Verfügung.
Zum 1. Januar 1993 wurde aus den damaligen Gemeinden Leuben und Schleinitz mit ihren jeweiligen Ortsteilen die Gemeinde Leuben-Schleinitz neugebildet, welche am 1. Januar 2014 vollständig in die Stadt Nossen eingemeindet wurde.

## Sehenswürdigkeiten
- Schloss Schleinitz mit dem Museum im Rittergut

## Eingemeindungen
| Ehemalige Gemeinde bzw. Gutsbezirk | Datum            | Anmerkung                                       |
| ---------------------------------- | ---------------- | ----------------------------------------------- |
| Badersen                           | 1. November 1935 | Eingemeindung nach Pröda                        |
| Dobschütz                          | 1. November 1935 | Eingemeindung nach Pröda                        |
| Lossen                             | 1. November 1935 | Eingemeindung nach Schleinitz                   |
| Praterschütz                       | 1. November 1935 | Eingemeindung nach Pröda                        |
| Pröda                              | 1. Juli 1950     | Eingemeindung nach Schleinitz                   |
| Schleinitz (mit Perba)             | 1. Januar 1993   | Zusammenschluss mit Leuben zu Leuben-Schleinitz |
| Wauden                             | 1. November 1935 | Eingemeindung nach Schleinitz                   |